# Lišnice (district de Most)
Pour les articles homonymes, voir Lišnice.
Lišnice (en allemand : Hochpetsch) est une commune du district de Most, dans la région d'Ústí nad Labem, en Tchéquie. Sa population s'élevait à 203 habitants en 2021.

## Géographie
Lišnice se trouve à 6 km au sud de Most, à 38 km au sud-ouest d'Ústí nad Labem et à 72 km au nord-ouest de Prague.
La commune est limitée par Most au nord, par Bečov et Polerady à l'est, par Výškov au sud, et par Havraň au sud-ouest et à l'ouest, et par Malé Březno au nord-ouest.

## Histoire
La première mention écrite de la localité date de 1480.

## Transports
Par la route, Lišnice se trouve à 8 km de Most, à 52 km d'Ústí nad Labem et à 80 km de Prague.